# Hieronymův přístroj
Hieronymův přístroj je obecný termín pro radionický přístroj, který využívá patent elektrotechnika Thomase Galena Hieronymuse (1895–1988). Hieronymus obdržel americký patent pro svůj vynález v roce 1949. V patentové přihlášce byl přístroj popsán jako zařízení pro „detekci vyzařování z materiálů a pro měření téhož“.
Teorie, na níž je přístroj založen, je považována za pseudovědeckou a není všeobecně přijímána.